# Pieter-Jan van Lill
Pour les articles homonymes, voir Lill.

a Compétitions nationales et continentales officielles uniquement.

b Matchs officiels uniquement.
Pieter-Jan « PJ » van Lill, né le 4 décembre 1983 à Keetmanshoop, est un joueur international namibien de rugby à XV, qui évolue aux postes de troisième ligne aile et troisième ligne centre.

## Biographie

### Débuts en Namibie et en Afrique du Sud
Pieter-Jan van Lill naît à Keetmanshoop, au sud du Sud-Ouest africain ; il est le benjamin d'une famille de quatre garçons qui jouent au rugby à XV dès leur enfance. L'un de ses frères, Jurgens van Lill, représente l'équipe nationale namibienne en 2003. Il passe sa jeunesse dans la ferme familiale de Keetmanshoop. Dans les années 1800, ses ancêtres européens quittent l'Europe pour le continent africain.
En 2001, il porte le maillot national namibien dans la catégorie des moins de 19 ans, dans le cadre de la Craven Week, compétition scolaire jouée en Afrique du Sud. Un an plus tard, il participe en Italie au championnat du monde des moins de 19 ans, et termine finaliste de la division B ; il est nommé homme du match à l'issue de cette finale, malgré la défaite concédée par son équipe,
Il étudie l'odontologie à l'université de Stellenbosch et joue les saisons 2005 et 2006 avec les Maties, l’équipe de rugby universitaire,. Il connaît alors le 1er juin 2006 sa première sélection avec l'équipe nationale de Namibie contre la Tunisie,. S'il perd cette première rencontre, il remporte le match retour et la Namibie décroche sa place pour le dernier tour de qualifications pour la Coupe du monde 2007. En raison d'une blessure au genou, il ne participe pas à cette dernière compétition et s'éloigne des terrains pendant une année.
Il retourne à l'issue de ses études en Namibie pour exercer le métier de dentiste et ainsi rembourser son prêt étudiant. En parallèle, il reprend le rugby avec l'équipe du Wanderers RC de Windhoek en 2007,,. Il remporte avec la Namibie la Coupe d'Afrique 2009, dans le cadre des qualifications pour la Coupe du monde 2011 leur offrant une place pour la Nouvelle-Zélande. Il fait alors partie des capitaines récurrents de la sélection namibienne,.
Van Lill participe également à la Vodacom Cup à partir de 2010 avec les Welwitschias, surnom de l'équipe nationale namibienne lors des matchs joués contre des sélections non nationales et des clubs ; la sélection nationale intègre le championnat sud-africain dans le but de préparer la Coupe du monde 2011. Après les éditions 2010 et 2011, les Welwitschias quittent la compétition pour problèmes financiers. Pendant ce temps, il remporte en parallèle avec les Wanderers le championnat de Namibie lors de l'édition 2010 (de).
Alors qu'il jongle entre sa carrière sportive et professionnelle, il signe un pré-contrat avec le Stade aurillacois pour rejoindre le club français à l'issue de la Coupe du monde à laquelle il participe à trois des quatre matchs. Des problèmes administratifs l'empêchant d'obtenir un permis de travail français, il est contraint d'annuler ses plans de carrière en Europe et retourne alors jouer le championnat namibien avec son ancien club des Wanderers,.

### Carrière professionnelle en France

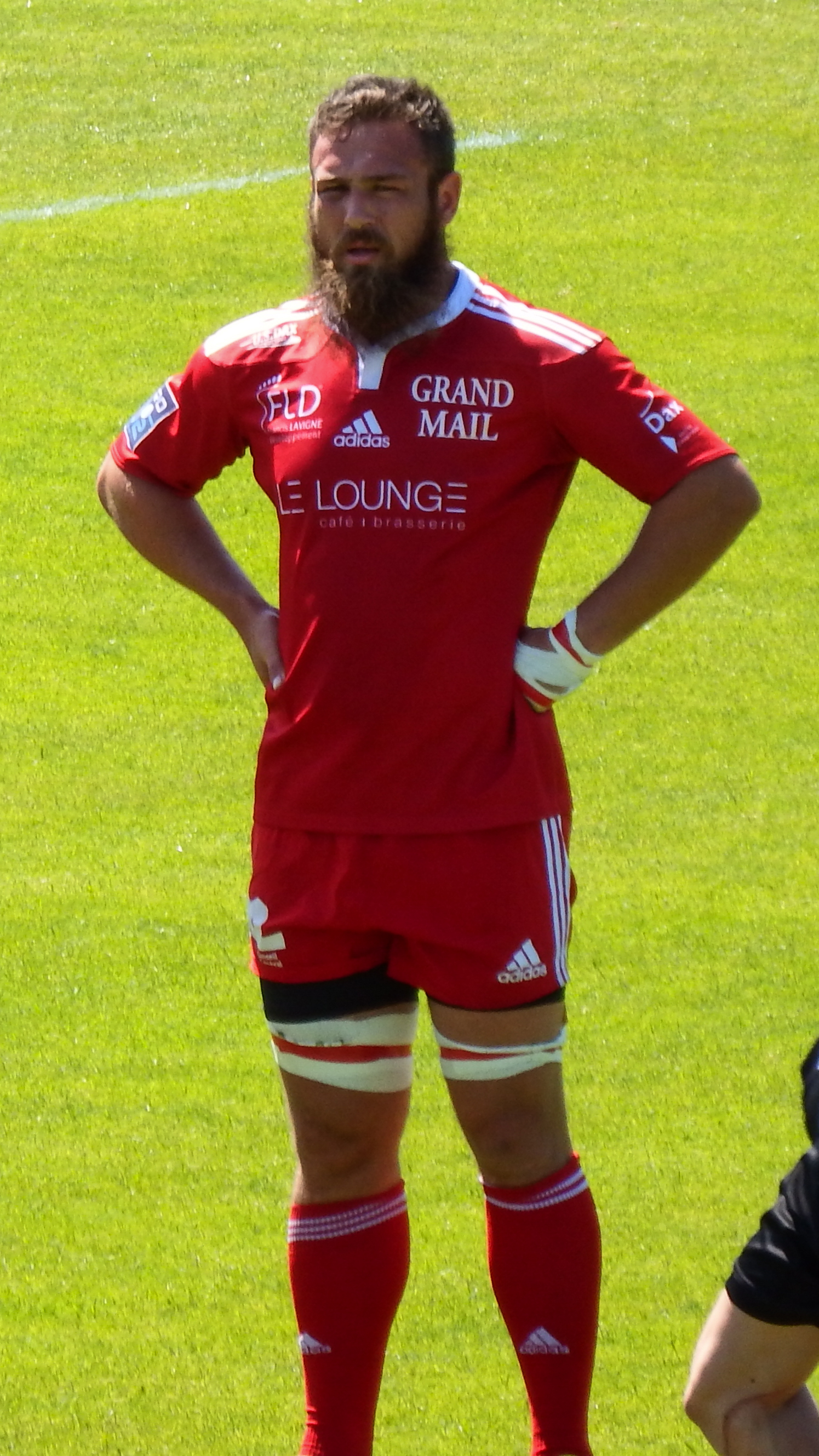
Van Lill évolue en Europe au niveau professionnel à partir de 2014, ici sous le maillot de l'US Dax.

Il retourne en France en 2014 après son aventure avortée à Aurillac, et rejoint le club de l'US Dax en Pro D2 ; repéré et contacté par le manager Richard Dourthe lui proposant initialement un contrat de deux saisons, « PJ » van Lill et sa compagne Joanel choisissent de ne rester qu'une année en Europe avant de rentrer dans leur pays d'origine. Van Lill participe en parallèle avec l'équipe nationale à la Coupe d'Afrique 2014, comptant pour les qualifications pour la Coupe du monde 2015 ; en remportant la compétition africaine, lui et son équipe obtiennent leur billet d'entrée pour l'Angleterre en 2015.
Pendant l'intersaison 2015, van Lill attend de savoir dans quelle division évoluera le club landais la saison à venir, encore en suspens entre la Fédérale 1 dans laquelle il est sportivement relégué et la Pro D2 en raison des différentes affaires administratives qui font entrevoir un potentiel repêchage. Fin juillet, alors que la situation de l'USD n'est toujours pas régularisée, il choisit de rester en France mais pour signer un contrat avec l'Aviron bayonnais avec lequel il s'entraîne depuis plusieurs semaines, et participe quelques semaines plus tard à la Coupe du monde en Angleterre, pour la deuxième fois de sa carrière. Il prolonge ensuite son contrat avec le club bayonnais en décembre 2015 jusqu'en 2018, puis à la fin de saison pour une année supplémentaire. En fin de contrat en 2019, il rempile pour une année supplémentaire alors que le club basque vient d'assurer sa remontée en Top 14. Son début de saison à Bayonne est néanmoins tronqué par la période de préparation pour la Coupe du monde 2019 avec le groupe namibien, pour laquelle il est sélectionné.
Son contrat s'achevant à la fin de la saison 2019-2020, il s'engage pour deux saisons avec Valence Romans Drôme Rugby, alors en Pro D2. Malgré la relégation du club drômois, il honore sa deuxième année de contrat en division Nationale. À l'intersaison 2021, il réintègre la sélection nationale en tant que capitaine pour disputer la Coupe d'Afrique 2021-2022, faisant office de compétition qualificative de la zone Afrique pour la Coupe du monde 2023.

### Reconversion professionnelle et carrière amateur en France
Après deux saisons dans la Drôme, van Lill continue sa carrière sportive en division inférieure, afin de se consacrer à sa formation française de dentiste ; en effet, souhaitant rester en France, il doit obtenir un diplôme de master afin d'obtenir l'équivalence européenne de son diplôme sud-africain,. De retour dans le Sud-Ouest de la France, il s'engage avec Capbreton Hossegor Rugby, club représentant les communes landaises de Capbreton et Soorts-Hossegor évoluant en division Régionale 2 ; il rejoint le club notamment par l'entremise de son ancien coéquipier à Bayonne John Beattie. Il projette ainsi, après discussions avec Philippe Sardeluc, co-président du CHR et maire de la commune voisine d'Angresse, d'ouvrir un cabinet dentaire dans cette dernière. À l'issue de cette saison, van Lill et le club de Capbreton Hossegor sont sacrés champion des Landes et d'Aquitaine de la division, avant de s'incliner en demi-finale nationale, et acquièrent leur accession en Régionale 1.
En parallèle, il reste impliqué dans la campagne de qualification pour la Coupe du monde 2023 avec l'équipe nationale namibienne,, pour laquelle il est finalement sélectionné. L'opportunité de jouer devant ses enfants, alors âgés de 7 et 5 ans, fait partie des facteurs l'ayant conduit à disputer la compétition et à rester actif sportivement jusqu'à cette échéance. Il participe ainsi à son quatrième mondial, malgré son statut de joueur amateur en neuvième division française et ses presque 40 ans, faisant de lui le joueur le plus âgé de la compétition. Il joue trois des quatre matchs de poule contre la France, la Nouvelle-Zélande et l'Uruguay. Il ne fait pas son retour sur les terrains en club après le mondial.

## Palmarès

### En club
- Championnat de France de 2e division :
  - Champion : 2019 avec l'Aviron bayonnais.
- Championnat de France de Régionale 2 :
  - Champion d'Aquitaine : 2023[40].
  - Champion des Landes : 2023[40].

### En équipe nationale
- Coupe d'Afrique de rugby à XV :
  - Vainqueur : 2009, 2014, 2015.
- Championnat de Namibie de rugby à XV :
  - Vainqueur : 2010 (de).
- Tri-nations namibien :
  - Vainqueur : 2013 (en)[14].

## Statistiques en équipe nationale

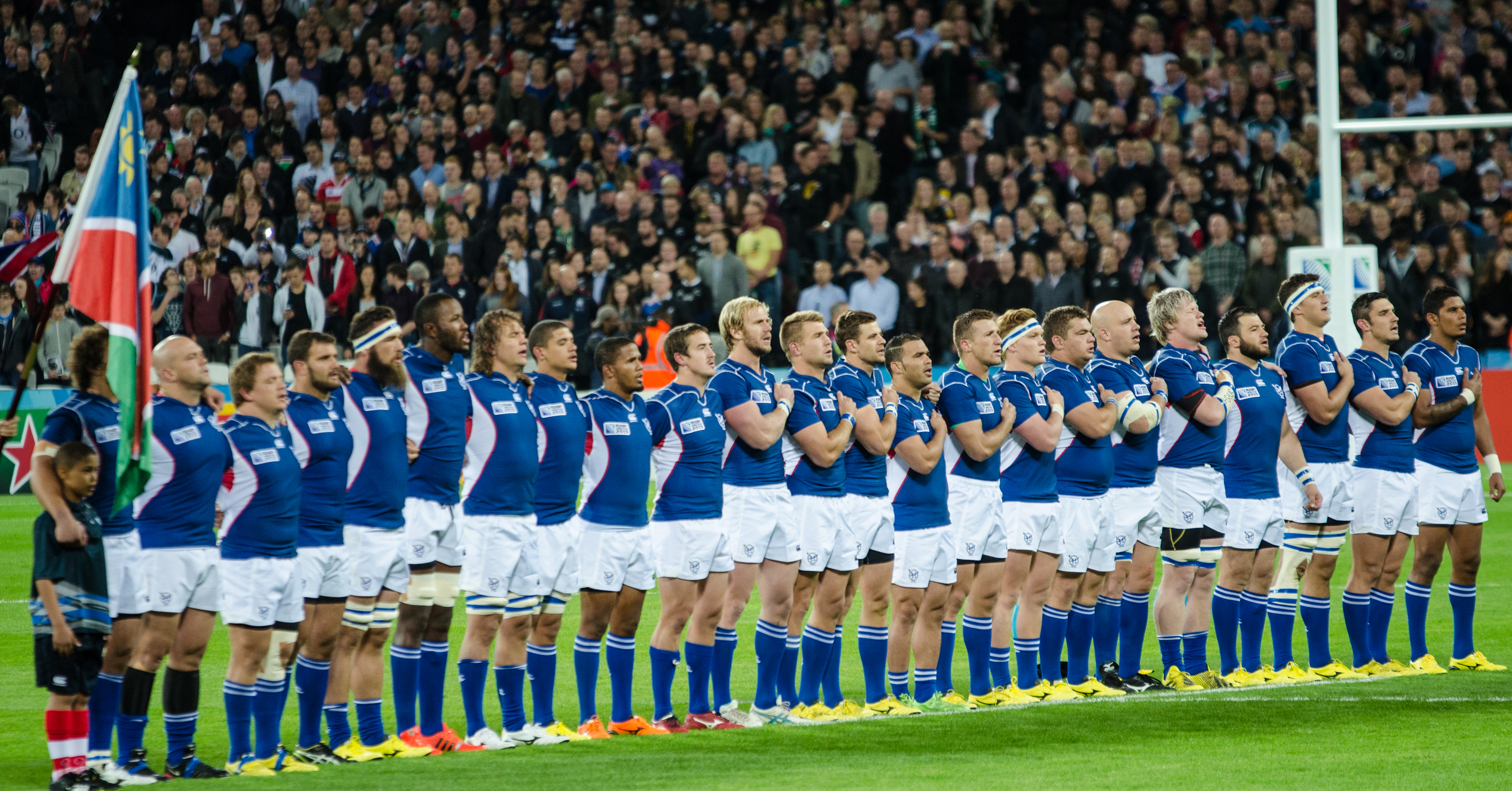
Van Lill participe à la Coupe du monde à plusieurs reprises sous le maillot namibien, ici en 2015.

Avec l'équipe de Namibie, van Lill totalise plus d'une cinquantaine de sélections depuis sa première cape internationale,.
Il participe à quatre éditions de la Coupe du monde, en 2011, 2015, 2019 et 2023.